# Heidemühle Zschernick
Die Heidemühle Zschernick war eine Wassermühle, welche sich etwa 6,5 km südlich von Annaburg entfernt, in der Annaburger Heide am Neugraben befand.

## Geschichte

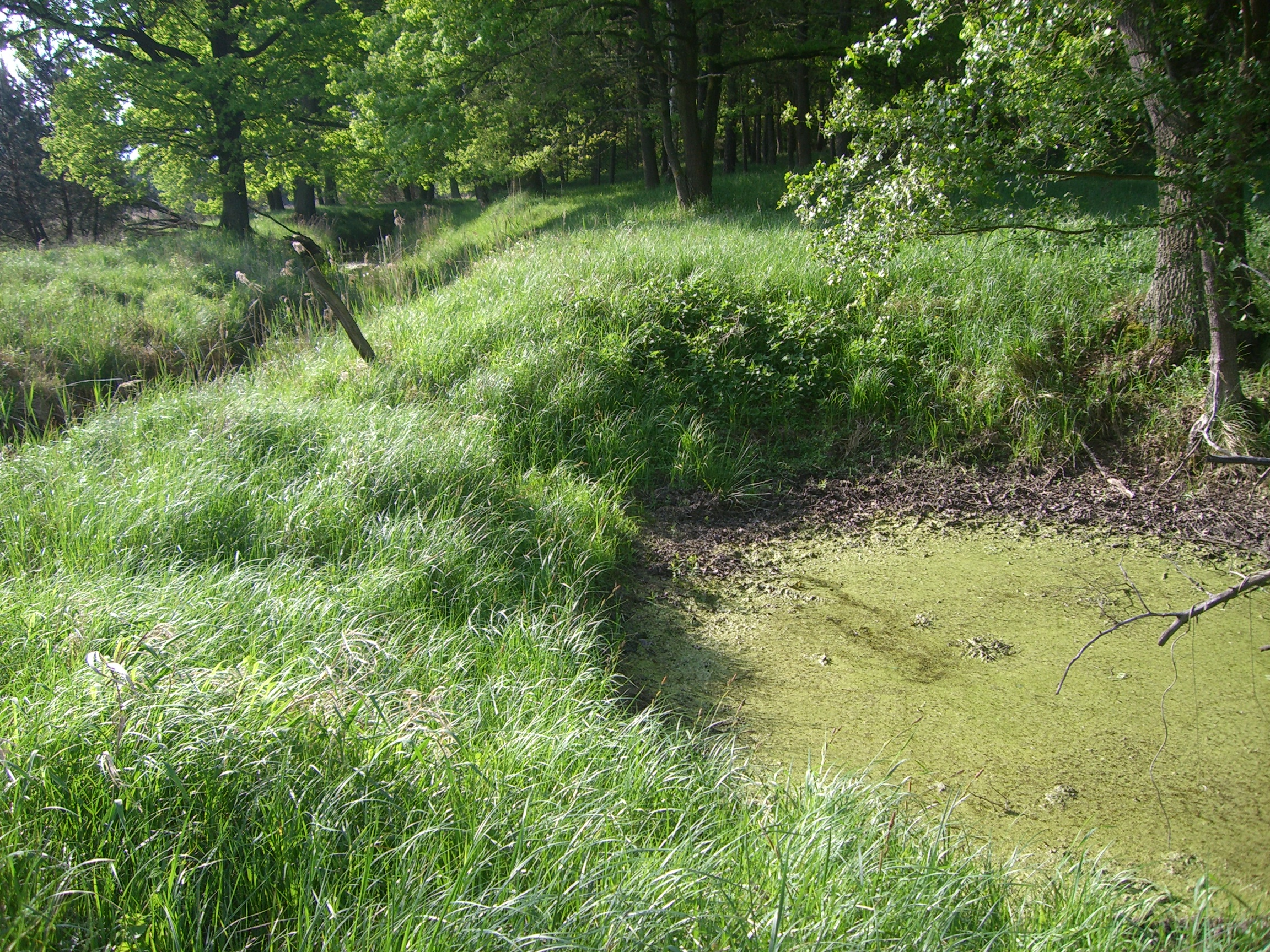
Abzweig vom Neugraben zur ehemaligen Heidemühle

Erstmals 1619 wurde in Zschernick eine Wasser und Schneidemühle erbaut. Am 19. Mai 1702 wurde dann das Kurfürstliche Kammergut an den damaligen Pechhüttenbesitzer Tobias Schlobach mit allen...„Ein und Zubehören, dem vollen Inventario, auch sonsten mit allen Nutzungen, Rechten, Gerechtigkeiten und Freiheiten, insbesondere den Diensten, welche gedachten unserer Amtsuntertanen zu solcher Mühle zu leisten verbunden, ingleichen der Hutung und Wiesenwachs, wie alles die bisherigen Müller immer gehabt, erblich gekauft für 450 Gulden und 30 Gulden jährlichen Erbzins.“ Davor war das Gut verpachtet. Erster Müllermeister und auch gleichzeitig Mühlenbesitzer war 1723 Johann Friedrich Schlobach. Nach seinem Tod übernahm der älteste Sohn der Familie Johann Christian Schlobach die Heidemühle. Da dieser jedoch schon im Alter von 44 Jahren verstarb, musste seine Frau das Mühlengeschäft ab dem 30. Dezember 1771 weiterführen. Sein Sohn, Johann Christoph Schlobach, welcher am 5. Januar 1757 geboren wurde, übernahm dann 1783 die elterliche Mühle. Durch einen Unfall starb er jedoch bereits im Alter von nur 40 Jahren am 16. Februar 1797. Dadurch musste wiederum auch dessen Frau den Betrieb weiterführen. Ihr Sohn, Christian Friedrich Schlobach, welcher am 8. Juli 1786 geboren wurde, übernahm dann, nach seiner Lehrzeit und der Meisterprüfung, die Mühle. Im Alter von 51 Jahren verstarb er am 20. November 1837. Bis sein Sohn, Christian Friedrich Schlobach junior die Geschäfte als ausgebildeter Müllermeister übernehmen konnte (er war zu diesem Zeitpunkt 19 Jahre alt), führte auch hier seine Mutter das Mühlengeschäft bis ins Jahr 1850 weiter. Sein Sohn, Christian Friedrich Hermann Schlobach, erlernte ebenfalls das Müllerhandwerk, und übernahm nach dem Tod seines Vaters die Mühle. Aufgrund der immer schlechter werdenden Geschäftslage und den daraus folgenden Verlusten im Betrieb wurde der Besitz im Jahr 1898 an den damaligen Forstfiskus verkauft.

## Sonstiges
Kurz nach der Veräußerung des Grundstückes wurde die Mühle Anfang des 20. Jahrhunderts abgebrochen. Bis ins Jahr 1959 bestand der Ort weiter. Ein Forsthaus und die als Kolonie Zschernick bezeichnete Ansiedlung beherbergten später unter anderem Kriegsaussiedler des Zweiten Weltkrieges. Mit der beginnenden militärischen Nutzung der Annaburger Heide wurde die Bevölkerung umgesiedelt. Als Zeugnisse der Mühle und der Besiedelung des Ortes dienen die noch heute zu erkennenden Fundamente, Brunnen und Grenzsteine sowie der vom Neugraben abzweigende Mühlengraben und die Staugewässer, welche zum Antrieb der Mühle genutzt wurden.